# Strana donna/La prima notte senza lei
Strana donna/La prima notte senza lei è un 45 giri di Riccardo Fogli pubblicato nel 1973. Entrambe le tracce sono estratte dall'album Ciao amore, come stai.